# Thomas Dossevi
Thomas Dossevi (* 6. März 1979 in Chambray-lès-Tours) ist ein ehemaliger togoisch-französischer Fußballspieler auf der Position eines Stürmers.

## Karriere
Dossevis erster Verein war in der Saison 2000/01 die ASOA Valence. Die zwei nachfolgenden Saisons spielte er bei LB Châteauroux. 2004/05 war er bei Stade Reims engagiert und wechselte daraufhin nach Valenciennes, mit denen er 2006 in die Ligue 1 aufstieg.
Im Sommer 2007 wechselte Dossevi zum Ligakonkurrenten FC Nantes. Nach dem Abstieg 2009 ging er mit dem Verein in die Ligue 2. Im Sommer 2010 wechselte er zu Swindon Town in die englische Football League One.

### Nationalmannschaft
Das erste Länderspiel absolvierte Dossevi im Dezember 2001. Im darauf folgenden Jahr nahm er an der Afrikameisterschaft teil. 2006 gehörte er zwar nicht dem Kader für die Afrikameisterschaft an, wurde aber dennoch für die Fußball-WM in Deutschland aufgeboten.
Im Jahr 2009 kehrte Dossevi nach drei Jahren Pause in die Nationalmannschaft zurück und bestritt sechs Spiele. Seinen letzten Einsatz hatte er am 14. November 2009 im WM-Qualifikationsspiel gegen Gabun.